# Vincenz Grimm
Pour les articles homonymes, voir Grimm.
Vincenz ou Vincent Grimm est un marchand d'art, lithographe, un peintre, un cartographe un joueur d'échecs et un problémiste hongrois né le 15 mars 1801 à Vienne et mort le 15 ou 16 juillet 1872 à Pest.

## Biographie et carrière
Né à Vienne, il s'installe à Pest (plus tard Budapest) en 1823. Il vit comme artiste, marchand d'art, linguiste, lithographe et cartographe.

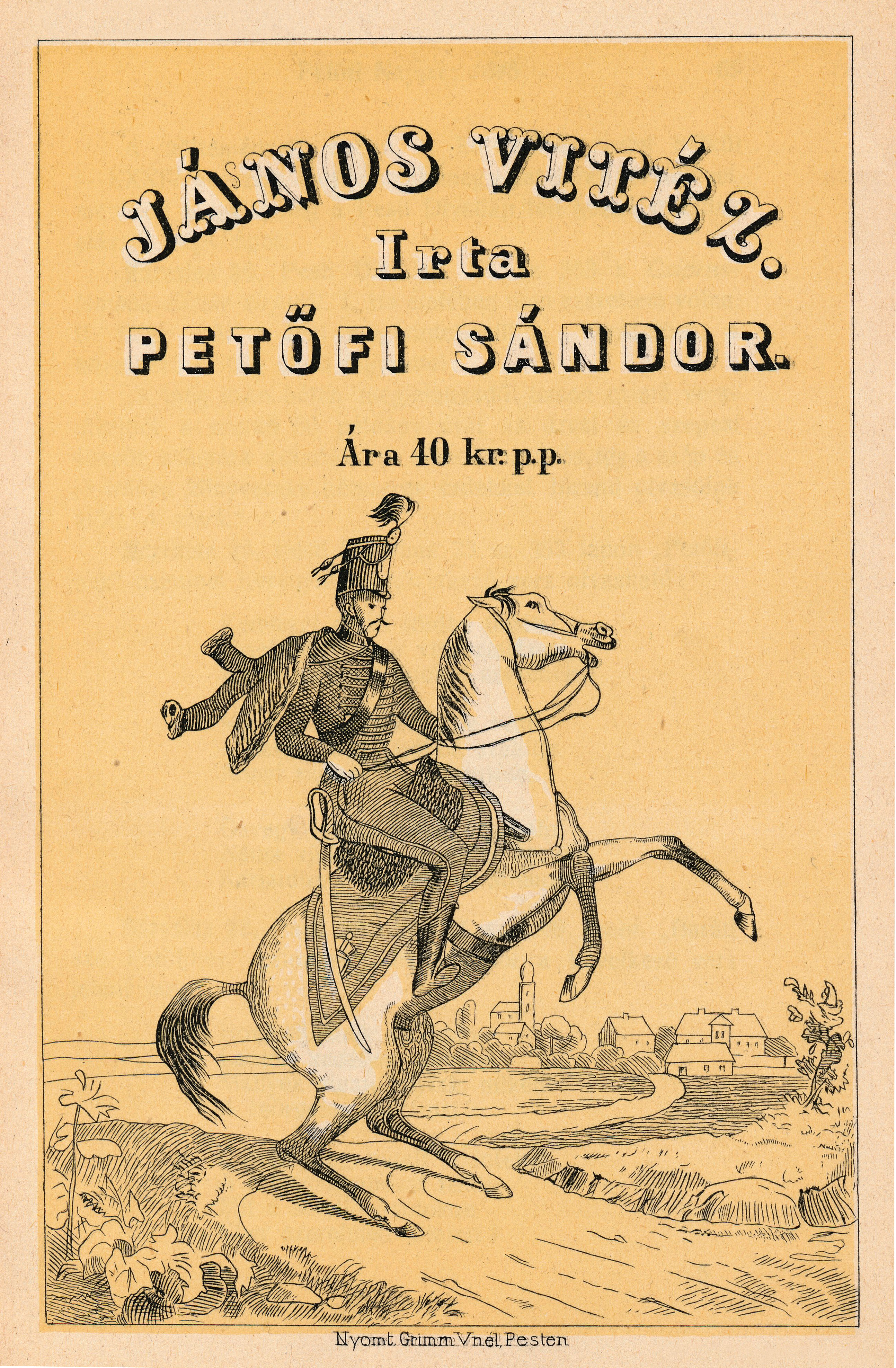
Couverture du poème János Vitéz, lithographie (1845).

Il fut président du club d'échecs de Pest, fondé en 1839. Avec son club, il dispute un match contre Paris entre 1842 et 1846.
Il participe à  la révolution hongroise de 1848. Dans une brochure en versets publiée anonymement à Pest en 1849 , il commenta amèrement la répression de la révolution et le rôle joué par le général autrichien et ban de Croatie, Josip Jelačić. Le « poème du héros en quatre chansons », la Jellacsichiade parut l'année suivante à Leipzig dans une version augmentée de 72 pages.
Après la révolution de 1848, il fut contraint de s'exiler à Alep dans l'Empire ottoman. Il  fut invité au tournoi de Londres 1851 mais ne put participer.
Il retourna en Hongrie en 1868.